# 천보산
천보산(天寶山)은 대한민국 의정부시, 양주시, 포천시 지역에 걸쳐 있는 한국의 화강암 산으로, 높이는 337m이다. 서쪽으로는 중랑천, 호명산이 있으며 남쪽으로는 경기도제2청사, 동쪽으로는 용암산, 동남쪽으로는 부용산 서남쪽으로는 사패산, 도봉산이 있다. 한국전쟁 당시 큰 산불이 일어나서 나무가 한때 듬성듬성했기 때문에 이 지역에서는 빡빡산이라고도 불렸었다. 현재는 여러 편의 시설이 새로 생기고 나무들도 많이 자랐다. 천보산은 중생대 쥐라기 대보 화강암 함석류석 흑운모화강암으로 구성된다. 

## 같이 보기
- 한국의 산 목록
- 양주시의 지질